# Batalha (freguesia)
Batalha es una freguesia portuguesa situada en el municipio homónimo. Según el censo de 2021, tiene una población de 8818 habitantes.

## Patrimonio
- Monasterio de Batalha o Mosteiro de Santa Maria da Vitória
- Iglesia Matriz de Batalha
- Iglesia de Santo Antão
- Iglesia de la Misericórdia da Batalha
- Ponte da Boutaca